# Syndiamesa leucopeza
Syndiamesa leucopeza är en tvåvingeart som först beskrevs av Müller 1924.  Syndiamesa leucopeza ingår i släktet Syndiamesa och familjen fjädermyggor.
Artens utbredningsområde är Tyskland. Inga underarter finns listade i Catalogue of Life.